# 張述古
張述古（1427年—1485年），字信之，號巽齋，直隸常州府宜興縣人，軍籍，明朝政治人物。景泰甲戌進士。官至湖廣僉事。

## 生平
景泰四年（1453年）癸酉科應天鄉試第一百八十七名舉人，五年（1454年）聯捷甲戌科會試第一百三名，三甲第一百八十三名進士。居家終養其父。服闕，授行人司行人，陞南京吏部員外郎。陞湖廣按察司僉事。成化十四年（1478年），被六科給事中張海等參劾「罷軟無為」，致仕歸。二十一年（1485年）卒。

## 家族
曾祖張伯英；祖父張永德；父張元愷，皆不仕。

## 師友
少從蘇州進士奚昌受易。終養居家，與邑中士友講學，蒙其指授，中式科第者，有吏部郎中邵暉等人。